# 스기사와촌
스기사와촌(杉沢村)은 니가타현 미나미칸바라군에 설치되었던 촌이다.